# Летиша Рајт
Летиша Мишел Рајт (енгл. Letitia Michelle Wright, рођена 31. октобра 1993. у Џорџтауну, Гвајана) је енглеска филмска и телевизијска глумица.
Најпознатија је по улози принцезе Шури у филмовима из Марвеловог филмског универзума, Црни Пантер, Осветници: Рат бескраја, Осветници: Крај игре, Црни Пантер: Ваканда заувек и Осветници: Судњи дан.